# هاجس (طعام)
الهاجِس (بالإنجليزية: haggis) هي إحدى الأطباق الوطنية في اسكتلندا. الهاجِس هو سجق محشو بأعضاء الخروف كالقلب، الكبد والرئتان المفرومة والمخلوطة بشعير، شحم الخروف التوابل الملح والمرق. تقليديا يتم استخدام معدة الحيوان للحشو ومن ثم تترك هاجِس للاستواء على نار خفيفة لمدة ثلاث ساعات. ولكن حديثا بدء الاستعانة بغلاف النقانق بدلا من معدة الحيوان لتحضير هاجِس. في البدء لا يبدوا وصف هاجِس جذابا ولكن عند تجربته فإن الشخص سرعان ما يغير رأيه ويحب الأكلة الاسكتلندية الو طنية نظرا لمذاقها الجوزي الطيب.
يقدم هاجِس مع البطاطا واللفت بالإضافة إلى الويسكي الإسكتلندي وترجع شهرة الطبق كأكلت اسكتلندا الوطنية إلى قصيدة روبرت برنز الشعرية «قصيدة للهغيز» المكتوبة عام 1787.

## التاريخ والتسمية
هناك اعتقاد سائد أن منشأ الهغيز هو اسكتلندا ولكن هذا الاعتقاد يفتقد إلى دليل تاريخي والتي يربط الهغيز إلى منطقة جغرافية معينة، حيث أنه تم إيجاد أول وصفة لتحضير الهغيز بستخدام أحشاء الحيوان والأعشاب في كتاب طبخ يعود إلى عام 1430 منسوب إلى لنكشاير في شمال غرب إنجتلرا.
يعتقد مؤلف كتب الطبخ ألين دايفيدسون أن الرومان كانوا أول من حضر أكلات مشابه للهغيز من حيث استخدام أحشاء الحيوان في كتاب أوديسي. إضافة إلى ذلك تعتقد كلاريسا ديكسون رايت أن أنه تم جلب الهغيز إلى اسكتلندا من قبل الإيسكندنافيين قبل أن تكون اسكتلندا أمة واحدة. أيضا تعتمد ديكسون رايت على رأي عالم أصول الكلمات والتر ويليم سكييت والذي يدعي أن أصل كلمة "hag" الإنجليزية تعود إلى الكلمة النوردية القديمة "haggw" أو الكلمة الأيسلندية القديمة "hoggva" وتعني الكلمة الاسكتلندية الحديثة "hag" الضرب بسلاح حاد

## فولكلور
نظرا لغياب الأدلة القاطعة لأصول هاجِس فإن الفولكلور الشعبي لديه بعض النظريات.إحدى النظريات تقول أن أصول هاجِس تعود لحياة رعاة الماشية الاسكتلنديين قديما والذي كانوا زوجاتهم يزودونهم بأطعمة من المكونات المتوفرة ويضعونها في معدة الخروف ليحملها الأزواج معهم خلال الرحلة الطويلة إلى إدنبره، تلك الرحلة التي كان يقوم بها الرعاة لبيع منتجاتهم في أسواق المدينة .نظرية أخرى ترتأي أن أصول الهغيز تعود إلى طرق الذبح المتبعة حيث كان يسمح للعمال بإبقاء أحشاء الحيوان للإستهلاك بعد عملية الذبح.